# Göckenhof
Göckenhof (fränkisch: Gägnghuf) ist ein Gemeindeteil der Gemeinde Rohr im Landkreis Roth (Mittelfranken, Bayern). Göckenhof liegt in der Gemarkung Regelsbach.

## Geografie
Der Weiler bildet mit Nemsdorf eine geschlossene Siedlung. Im Nordosten grenzt das Flurgebiet Pilzleite, im Norden befindet sich auf dem Flurgebiet Bodenleite ein Golfplatz, im Osten liegt der Holzgraben. Eine Gemeindeverbindungsstraße führt nach Nemsdorf zur Kreisstraße RH 11 (0,3 km südlich) bzw. nach Eckershof (2 km nördlich).

## Geschichte
Göckenhof gehörte ursprünglich zum Siedlungskern von Nemsdorf. Er wurde später nach Norden verlegt. 1623 wurde er als „Geggenhof“ erstmals schriftlich erwähnt. Das Bestimmungswort ist der Übername Geck, mit dem ein närrischer Mensch bezeichnet wurde. 1732 gab es laut den Oberamtsbeschreibungen von Johann Georg Vetter in Göckenhof ein Anwesen. Das Anwesen unterstand dem Nürnberger Eigenherrn von Haller.
Gegen Ende des 18. Jahrhunderts bildete Nemsdorf mit Göckenhof eine Realgemeinde. In Göckenhof gab es ein Anwesen. Das Hochgericht übte das brandenburg-ansbachische Oberamt Schwabach aus. Der Hof hatte weiterhin den Nürnberger Eigenherrn von Haller als Grundherrn. Unter der preußischen Verwaltung (1792–1806) des Fürstentums Ansbach erhielt Göckenhof die Hausnummer 4 des Ortes Nemsdorf.
Von 1797 bis 1808 unterstand der Ort dem Justiz- und Kammeramt Schwabach. Im Rahmen des Gemeindeedikts wurde 1808 Göckenhof dem Steuerdistrikt Regelsbach (II. Sektion) und der 1818 gebildeten Ruralgemeinde Regelsbach zugeordnet.
Ein in der Nemsdorfer Flur während des Zweiten Weltkriegs mit Beleuchtungskörpern simulierter Bahnhof und Flakstellungen sollten die angreifenden Feindflieger von Nürnberg ablenken. Bewirkt wurde jedoch, dass am 2. Januar und 20. Februar 1945 Feindflieger bei Göckenhof mehrere Brand- und Sprengbomben abwarfen, die im Anwesen Lösel einen Brand verursachten, beträchtliche Schäden an den Gebäuden anrichteten und auf den Äckern tiefe Bombenkrater hinterließen.
Siebzehn heimatvertriebene und zwei einheimische Familien begannen ab 1960 in Göckenhof mit dem Bau einer landwirtschaftlichen Nebenerwerbssiedlung, die in den letzten Jahren deutlich erweitert wurde.
Am 1. Mai 1978 wurde Göckenhof im Zuge der Gebietsreform in Bayern nach Rohr eingegliedert.

## Einwohnerentwicklung
| Jahr      | 001818 | 001840 | 001861 | 001871 | 001885 | 001900 | 001925 | 001950 | 001961 | 001970 | 001987 |
| Einwohner | 21     | 23     | *      | 29     | 31     | 22     | 20     | 23     | 23     | 24     | 18     |
| Häuser    | 2      | 3      |        |        | 4      | 2      | 2      | 4      | 4      |        | 4      |
| Quelle    | [ 13 ] | [ 14 ] | [ 15 ] | [ 16 ] | [ 17 ] | [ 18 ] | [ 19 ] | [ 20 ] | [ 21 ] | [ 22 ] | [ 1 ]  |

## Religion
Der Ort ist seit der Reformation evangelisch-lutherisch geprägt und bis heute nach St. Georg (Dietersdorf) gepfarrt. Die Katholiken sind nach St. Sebald (Schwabach) gepfarrt.